# Möbeltür

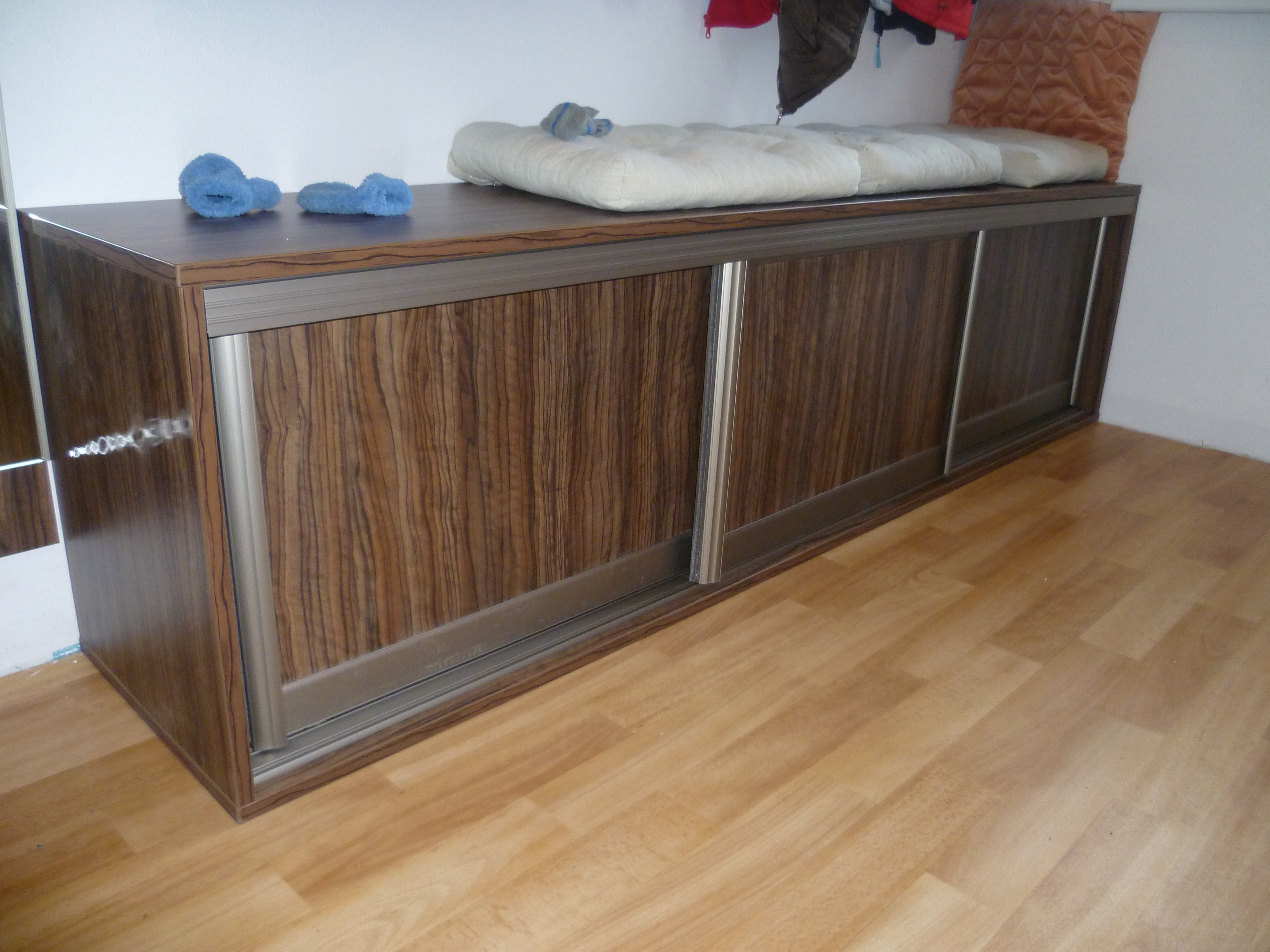
Anrichte mit Schiebetüren

Eine Möbeltür bezeichnet den beweglichen Teil eines Möbels, welcher den Korpus abschließt und den Inhalt vor Licht, Staub, Zugriff und meistens Sicht schützt. Sie können aus verschiedenen Materialien wie Massivholz, Holzwerkstoffen, Glas oder Aluminium sowie Kombinationen daraus bestehen.
Es gibt verschiedene Arten:
Drehtüren
sind an ihrer rechten oder linken Seite mit Bändern oder Scharnieren am Korpus angeschlagen. Als aufschlagende Türen befinden sie sich im Ganzen vor dem Korpus. Bei überfälzten Türen schlägt nur die Falzwange auf dem Korpus auf. Einschlagende Türen können mit der Korpusvorderkante bündig sein oder vor und hinter ihr zurück springen, sie benötigen zusätzliche Anschläge im Inneren des Korpus. Zum Öffnen brauchen Drehtüren vor dem Möbel Platz.
Schiebetüren
laufen stehend oder hängend meist mit Rollen oder Gleitern und werden in Schienen geführt. Sie brauchen vor dem Möbel keinen Platz, öffnen dafür gleichzeitig nicht den ganzen Schrankraum. Sie können im Ganzen im oder vor dem Korpus oder als Mischform vor Ober- oder Unterboden und vor oder zwischen den Seiten laufen.
Drehschiebetüren
öffnen sich wie eine Drehtür an seitlichen angeschlagenen Bändern und werden dann an Schienen in den Korpus geschoben. Sie stehen, ohne im Raum zu stören, parallel zu den Seitenteilen im Korpus.
Faltschiebetüren
sind zwei oder mehrere durch Gelenke miteinander verbundenen Türflügel, die sich vor dem Korpus zusammen schieben lassen. Sie geben so eine große Öffnung zum Schrank frei.
Weitere Beschläge wie Schlösser, Riegel und Griffe werden zur Bedienung der Möbeltüren verwendet.
Andere Möglichkeiten, Möbel zu schließen, sind Klappen und Rollläden.